# Julie Chu
Julie Wu Chu (Bridgeport, 13 marzo 1982) è una hockeista su ghiaccio statunitense di origini cinesi e portoricane.

## Palmarès

### Olimpiadi
- Argento a Salt Lake City 2002.
- Argento a Vancouver 2010.
- Argento a Soči 2014.
- Bronzo a Torino 2006.

### Mondiali
- Oro a Svezia 2005.
- Oro a Cina 2008.
- Oro a Finlandia 2009.
- Oro a Svizzera 2011.
- Oro a Canada 2013.
- Argento a Stati Uniti 2001.
- Argento a Canada 2004.
- Argento a Canada 2007.
- Argento a Stati Uniti 2012.

### Coppa delle 4 Nazioni
- Oro a Svezia 2003.
- Oro a Stati Uniti 2008.
- Oro a Svezia 2011.
- Argento a Stati Uniti 2000.
- Argento a Canada 2002.
- Argento a Stati Uniti 2004.
- Argento a Finlandia 2005.
- Argento a Canada 2006.
- Argento a Svezia 2007.
- Argento a Canada 2010.